# 서울특별시의 축제 목록
2013년 기준 서울특별시에서 열리는 축제는 총 33개다.

## 2015년도 서울특별시의 축제 목록
| 지역     | 축제 명                       | 개최시기               | 주요 내용 | 주최/주관                                   |
| -------- | ----------------------------- | ---------------------- | --- | ------------------------------------------- |
| 광진구   | 아차산 해맞이 축제            | 1월 1일                | 국악한마당 해맞이 희망의 북울림, 신년덕담 및 소망 기원, 새해 소망 발표 등                                                                  | 광진구 광진문화원                           |
| 광진구   | 서울동화축제                  | 4월말(2012년부터 시작) | 동화관련축제 | 광진구                                      |
| 강서구   | 醫聖 허준 축제                | 10월 8일 ~ 10월 10일   | 추모제례,무료한방진료,구민장기자랑,어린이 미술한마당,약령장터 등                                                                           | 강서구, 강서문화원                          |
| 강북구   | 삼각산 축제                   | 10월 3일               | 단군제례, 천도제, 전국비디오 촬영대회, 동대항 풍물경연 대회, 무료가훈써주기                                                                | 강북문화원                                  |
| 강남구   | 한일축제한마당                | 9월 ~ 10월             | 요사코이 아리랑, K-POP 및 J-POP 특별공연, 피날레 공연                                                                                      | 한일축제한마당 운영 및 실행위원회           |
| 종로구   | 인사전통 문화축제             | 5월                    | 유랑극, 인사동장날, 흥겨운우리무대 등 | (사)인사전통문화보존회                      |
| 종로구   | 국악로 문화축제               | 10월                   | 판소리,민요,창극 등 | (사)국악로문화보존회                        |
| 종로구   | 인사동 포도대장과 그 순라군들 | 연중 주말              | 조선시대 순라재현 및 어우동 공연 등 | 종로구청 문화재현팀                         |
| 강동구   | 강동 선사 문화 축제           | 10월                   | 체험! 원시생활, 바위절 마을호상놀이, 전통혼례 재현, 학술심포지움, 전통예술공연, 현대예술 공연 등                                           | 강동구                                      |
| 양천구   | 용왕산 해맞이 행사            | 1월 1일                | 해맞이, 신년메시지 낭독, 소망기원문 날리기, 풍물 연주, 캐릭터와 기념 촬영, 페러글라이딩비행, 소망차 제공, 복떡 나누기                      | 양천구                                      |
| 중구     | 정동 문화축제                 | 10월                   | 거리축제, 전시회, 문화예술공연 및 전통과 현대가 어우러진 각종 체험마당 등                                                                  | 경향신문                                    |
| 중구     | 명동 축제                     | 4월                    | 거리퍼레이드, 전통문화예술공연, 축하공연, 상품세일행사, 경연대회                                                                           | 명동상가 번영회                             |
| 중구     | 동대문 패션 페스티벌          | 9월 ~ 10월             | 거리퍼레이드, 패션쇼, 전통문화예술공연, 축하공연, 상품세일행사, 이벤트행사                                                                 | 동대문 관광특구 협의회, 서울산업진흥재단    |
| 서대문구 | 서대문형무소 역사관 예술제    | 9월                    | 전통예술 및 현대예술공연, 민중가수콘서트, 어린이참여 및 공연행사, 짚풀체험행사                                                             | 예술제 집행위, 서대문구                     |
| 노원구   | 마들문화 체육축제             | 10월                   | 기념행사, 마들가요제, 문예한마당, 체육대회                                                                                                 | 노원구                                      |
| 구로구   | 구로문화축제                  | 10월                   | 벤처인넥타이마라톤대회, 외국인과 구민노래자랑, 점프콘서트, 안양천 살리기 건강 가족 걷기대회, 청소년축제마당, 구로도당제 및 전통문화마당 등 | 구로구                                      |
| 관악구   | 관악산 철죽제                 | 5월                    | 관악산제,구민의날 기념식, 노래자랑, 구민백일장, 등산대회, 사진전시회 등                                                                    | 관악구, 관악문화원                          |
| 관악구   | 낙성대 인현제                 | 10월 9일               | 개막식,추모제,구민백일장, 휘호대회, 궁도대회, 사진 전시회, 부대행사                                                                        | 관악구, 관악문화원                          |
| 송파구   | 백제고분제                    | 9월                    | 고분제, 10개 제례 | 송파구, 송파문화원                          |
| 동대문구 | 선농제향                      | 매년 4월 20일          | 어가행렬, 선농제향, 설렁탕재연, 백일장 | 동대문구, 동대문문화원, 선농제향 보존위원회 |
| 동대문구 | 서울 약령시 축제              | 5월                    | 보제원제향, 약썰기대회, 무료투약, 건강마라톤                                                                                               | 서울약령시                                  |
| 동대문구 | 청룡문화제                    | 10월 24일              | 어가행렬, 청룡제향, 경로잔치 | 동대문구 청룡제향 보존위원회                |
| 은평구   | 은평 사랑한마음 축제          | 10월                   | 기념행사, 통일로 파발제, 문화한마당, 전시한마당, 체육한마당, 부대행사                                                                      | 은평구                                      |
| 영등포구 | 정월대보름맞이 쥐불놀이       | 2월                    | 쥐불놀이, 달짚태우기 등 | 양평동사무소, 양평1동 생활체육회            |
| 영등포구 | 단오한마당 축제               | 6월                    | 그네뛰기 등 동대항 민속놀이 경연 | 영등포 문화원                               |
| 영등포구 | 서울세계불꽃축제              | 9~10월                 | 세계 각국에서 불꽃놀이를 준비하여 2시간가량 실시                                                                                           | 서울시, 한화                                |
| 영등포구 | 봄꽃축제                      | 4월                    | 봄꽃 축제 | 영등포구청                                  |
| 금천구   | 금천 벚꽃 축제                | 4월                    | 문화예술행사,청소년어울마당, 노래자랑 등                                                                                                   | 금천구                                      |
| 금천구   | 금천 열린문화 축제            | 10월 ~ 11월            | 가을밤야외음악회, 연극, 영화, 각종 전시회 등                                                                                               | 금천구                                      |
| 성동구   | 봉산탈춤 발표회               | 9월 24일               | 기능보유자 발표회 | 성동구, 성동문화원                          |
| 성동구   | 서울새남굿 발표회             | 10월 1일               | 기능보유자 발표회 | 성동구, 성동문화원                          |
| 성동구   | 왕십리 가요제                 | 10월                   | 가요제. | 성동구, 성동문화원                          |
| 중랑구   | 중랑문화 예술제               | 10월 ~ 11월            | 연극, 국악, 무용, 문학, 가곡, 성악 등 | 중랑 문화원                                 |
| 마포구   | 서울 프린지페스티벌           | 8월 ~ 9월              | 영화, 연극, 음악,무용 | 서울프린지 네트워크                         |
| 마포구   | 한국실험 예술제               | 8월                    | 퍼포먼스 | 한국실험예술정신 운영위원회/KoPAS           |
| 마포구   | 홍대거리 미술전               | 10월                   | 미술전시, 공연, 참여미술 | 홍대거리 미술전기획단/ 홍익대학교 미술대학  |

## 같이 보기
- 부산광역시의 축제 목록
- 대구광역시의 축제 목록
- 인천광역시의 축제 목록
- 광주광역시의 축제 목록
- 대전광역시의 축제 목록
- 울산광역시의 축제 목록
- 세종특별자치시의 축제 목록
- 경기도의 축제 목록
- 강원특별자치도의 축제 목록
- 충청북도의 축제 목록
- 충청남도의 축제 목록
- 전북특별자치도의 축제 목록
- 전라남도의 축제 목록
- 경상북도의 축제 목록
- 경상남도의 축제 목록
- 제주특별자치도의 축제 목록